# Alter Friedhof Herford

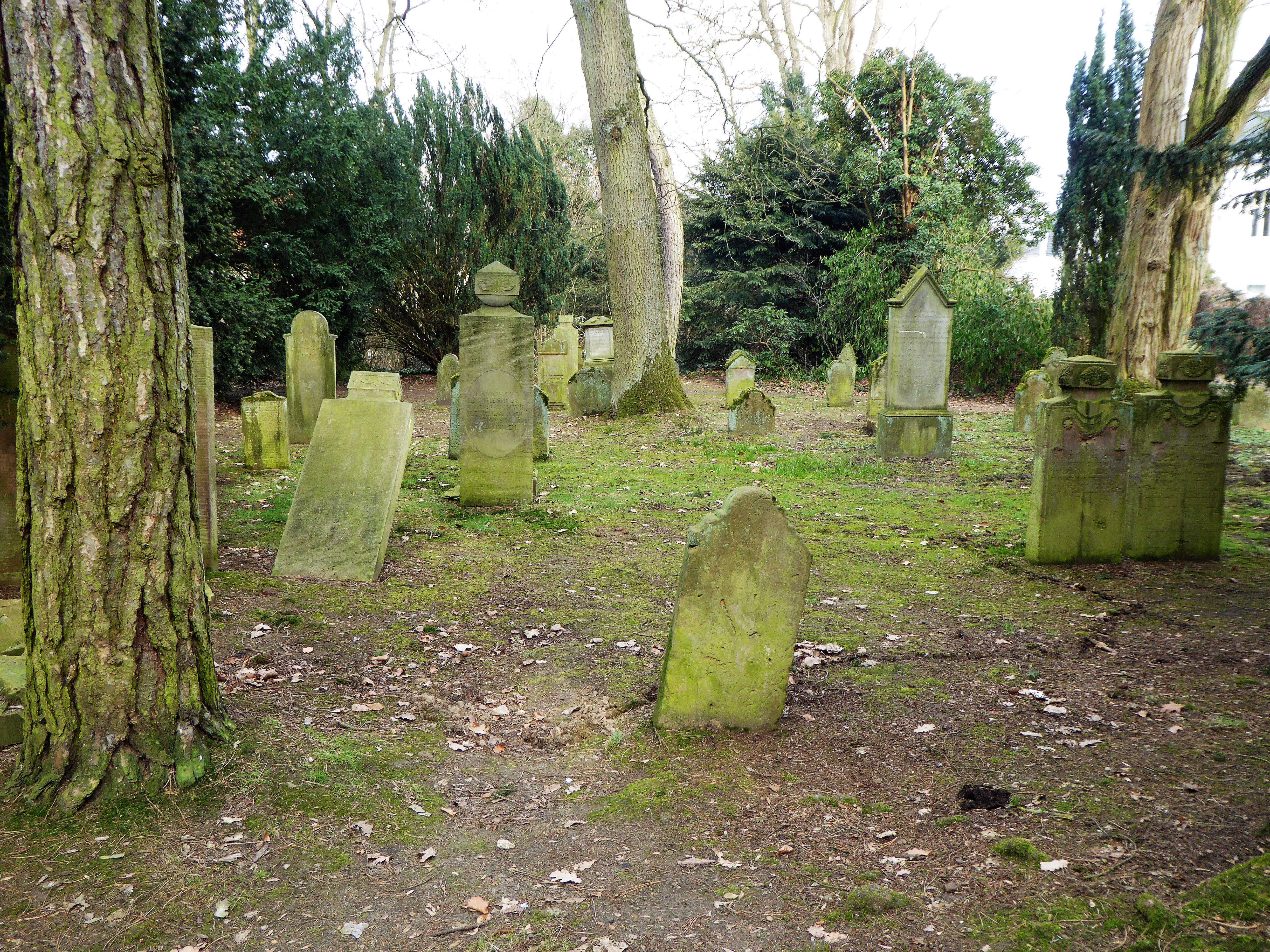
Grabsteine auf dem Alten Friedhof Herford

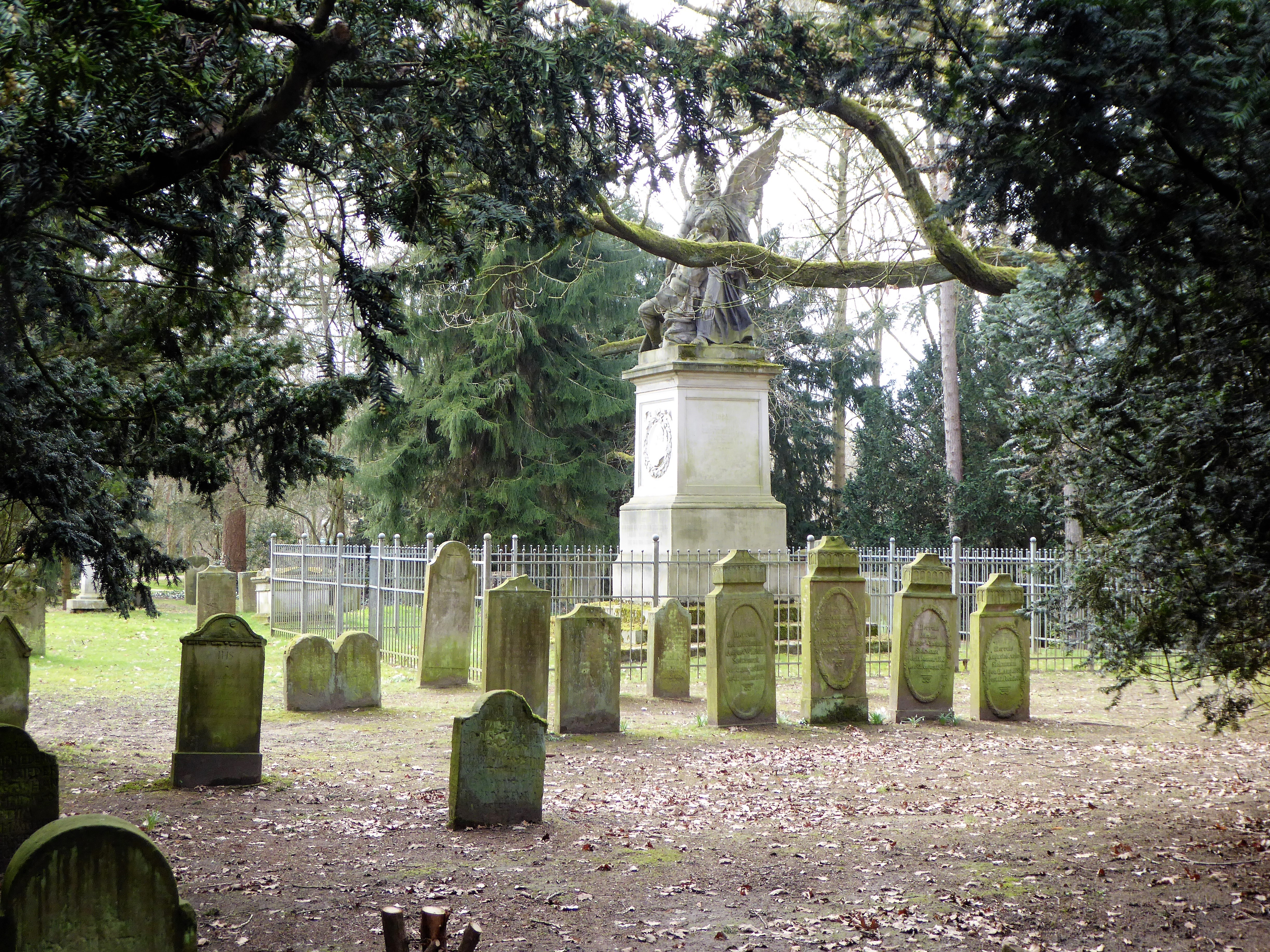
Alter Friedhof Herford mit Kriegerdenkmal

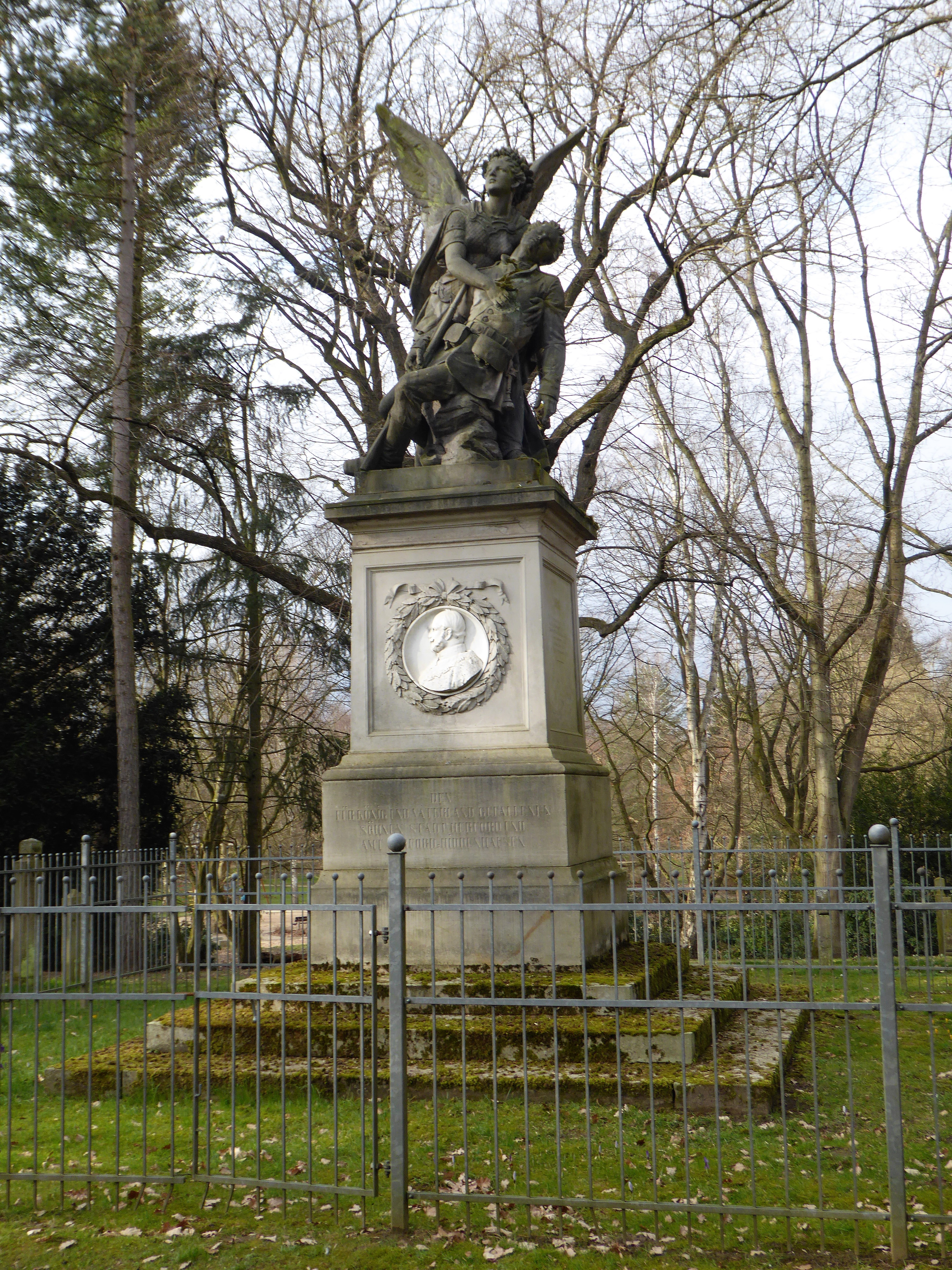
Kriegerdenkmal von Heinrich Wefing auf dem Alten Friedhof in Herford

Der Alte Friedhof ist eine denkmalgeschützte Anlage in Herford in Nordrhein-Westfalen.

## Geschichte und Architektur
Bis 1808 wurden die Bürger der Altstadt, der Radewig, der Abtei und der zu Herford gehörenden Bauernschaften auf dem Münsterkirchplatz beerdigt. Auch an den anderen Kirchen existierten Kirchhöfe. Deren Überfüllung führte zu unhaltbaren hygienischen Verhältnissen. Napoleons Code civil, - Herford gehörte 1808 zum politisch von Frankreich kontrollierten Königreich Westphalen -, enthielt die Anordnung, dass Friedhöfe nicht mehr in den Städten, sondern im Gelände außerhalb anzulegen waren.
Gegen den Widerstand der Bevölkerung wurden die innerstädtischen Begräbnisplätze geschlossen und 1808 ein neuer, nach rationalen Kriterien geplanter Friedhof am Eisgraben (heute Friedhofstraße) eröffnet.
Das Kriegerdenkmal für die Gefallenen des Deutsch-Dänischen Krieges, des preußischen Krieges gegen Österreich und des Deutsch-Französischen Krieges, mit der Darstellung eines Engels mit einem toten Soldaten und einem Relief Kaiser Wilhelms, wurde 1879 von Heinrich Wefing geschaffen. Es stand bis 1964 auf dem Alten Markt.
Bereits nach wenigen Jahrzehnten war die Kapazität des Alten Friedhofs erschöpft, so dass er 1873 in südliche Richtung durch den Friedhof Hermannstraße erweitert werden musste. Seit 1874 finden auf dem Alten Friedhof keine Bestattungen mehr statt. Über 300 gut erhaltene Grabstellen und Obelisken sind noch erhalten. Zu ihnen gehören mehrere Grabdenkmäler der Renaissance und des Barock, die vom ehemaligen Friedhof an der Münsterkirche hierher versetzt wurden. Dazu kommen zahlreiche Grabsteine aus der Zeit des Historismus. 1957 wurde der Alte Friedhof in eine öffentliche Grünanlage umgestaltet, die seit 1988 in den Aawiesenpark übergeht. Nachdem 1986 die an der Aa gelegene Gärtnerei Breder ihren Betrieb einstellte, entschied sich der Stadtrat nach heftiger Diskussion für das Anlegen einer Parkanlage, mit deren Gestaltung 1987 begonnen wurde.
Der Herforder Hauptfriedhof ist heute der Friedhof Ewiger Frieden.